# 红旗-3中程防空导弹
红旗三号是中國国防科委与解放軍空军于1960年代在红旗一号地对空导弹系统的基础上提出的一種性能提升改良版。設計需求上着重提高机动性和高空高速性能，射高增加到30千米，主要假想目标是美國空軍使用的SR-71偵查機。1970年7-9月定型，后继续改进，修正一些问题，1974年6月开始在北京值班。上海机电二局共生产两套红旗-3号制导站，导弹6批158发，其中150发交付部队试用。装备后，因假想的高速目标一直未出现，在80年代年精简机构中下马，同时下马的还有设计性能更高，尚未完成的红旗四号。